# Rolf Björnerstedt
Rolf Björnerstedt, född 14 januari 1926 i Uppsala, död 30 april 2005 i Täby, var en svensk kärnfysiker, försvars- och fredsforskare och FN-diplomat.
Efter en fil.kand vid Uppsala universitet 1949  anställdes han vid Försvarets forskningsanstalt, FOA, för att syssla med kärnvapenfrågor, både med skydd mot radioaktivt nedfall och med förberedelser för en eventuell svensk atombomb. 1959 disputerade han med en avhandling om hur strontium från nedfall efter kärnexplosioner kunde ansamlas i människors skelett.
Rolf Björnerstedt var 1964 drivande kraft vid inrättande av Stockholm International Peace Research Institute SIPRI och en av de fem som instiftade Svenska Pugwashgruppen. Han kallades 1969 till FN i New York för att bli chef för nedrustningsavdelningen och biträdande generalsekreterare. Tio år senare flyttade Rolf Björnerstedt hem till Sverige och blev 1979-85 arbetande styrelseordförande i SIPRI. Efter den perioden skapade han Myrdalstiftelsen, som spred information om fredsforskningens resultat.
1987 blev Rolf Björnerstedt VD för den Moskvabaserade stiftelsen ”International Foundation for Survival and Development of Mankind”, som skapats efter ett initiativ av Michail Gorbatjov.